# S.T.A.L.K.E.R. 2: Heart of Chornobyl
S.T.A.L.K.E.R. 2: Heart of Chornobyl est un jeu vidéo développé et édité par le studio ukrainien GSC Game World, sorti sur Microsoft Windows et Xbox Series le 20 novembre 2024. Comme ses prédécesseurs (Shadow of Chernobyl, Clear Sky, Call of Pripyat), l'histoire se déroule dans la zone d'exclusion ukrainienne de Tchernobyl, ravagée par une catastrophe nucléaire le 26 avril 1986.

## Développement
Initialement annoncé en 2010 puis annulé en décembre 2011, S.T.A.L.K.E.R. 2: Heart of Chernobyl est à nouveau annoncé en mai 2018 pour une date de sortie espérée en 2021.
Le studio ukrainien dévoile lors de l'E3 2021 un trailer et une date de sortie pour le 28 avril 2022 sur Microsoft Windows et Xbox Series, avec une sortie sur le Xbox Game Pass. Le 12 janvier 2022, GSC Game World annonce que le jeu est reporté au 8 novembre 2022. Toutefois, la date de sortie est repoussée indéfiniment du fait de l'invasion de l'Ukraine par la Russie en février 2022. Le titre est alors renommé en Heart of Chornobyl pour refléter l'orthographe ukrainienne du mot.
Le studio annonce alors que le développement est mis en pause et qu'il souhaite s'installer en Tchéquie afin de continuer à travailler sur le jeu. Un bureau est installé à Prague où la majeure partie du développement reprend, bien qu'une partie se poursuit également à Kiev malgré la situation. D'après le Xbox & Bethesda Showcase diffusé en juin 2022, le jeu est désormais prévu pour une sortie avant juin 2023.
Lors de la Gamescom 2023 il est annoncé par les développeurs que la sortie est repoussé pour le 1er trimestre 2024. En janvier 2024, il est annoncé que le jeu est à nouveau reporté, cette fois-ci au 5 septembre 2024, puis au 20 novembre.

## Accueil

### Critiques
S.T.A.L.K.E.R. 2 reçoit des critiques globalement favorables de la presse vidéoludique, avec un score moyen de 74% calculé par les agrégateurs de critiques OpenCritic et Metacritic,.

### Popularité
Le jeu réunit plus de 113 000 joueurs sur Steam le jour de sa sortie, pic d'audience dépassé le 21 novembre 2024, avec 117 000 connexions simultanées.

### Ventes
Moins de 2 jours après sa sortie, S.T.A.L.K.E.R. 2 s'est écoulé à 1 million d'exemplaires, sans compter les abonnés au Xbox Game Pass.
Le 18 décembre 2024, GSC Game World annonce que le jeu est rentable,.
En mars 2025, le jeu passe la barre des 6 millions de joueurs.

### Censure en Russie
Le 15 novembre 2024, il est révélé que le gouvernement russe envisage de criminaliser la possession du jeu S.T.A.L.K.E.R. 2 dès sa sortie s'il « justifie le terrorisme » ou fait la promotion d'un « sentiment anti-russe ». Le jeu étant développé par un studio ukrainien basé à Kiev et certains développeurs ayant pris position pour l'Ukraine au cours de l'invasion russe, la Russie craint qu'il recèle un contenu politique. Le jeu n'est pas commercialisé en Russie, la mesure ne viserait donc, si elle est mise en place, que les exemplaires obtenus via le marché noir ou grâce à un VPN.
Le 27 novembre 2024, le journal indépendant 404 Media (en) révèle une campagne de désinformation russe visant à ralentir les ventes du jeu. En effet, une fausse vidéo du média spécialisé Wired a été envoyée à plusieurs journalistes, prétendant que S.T.A.L.K.E.R. 2 traquait ses joueurs en récoltant « le modèle de l'appareil utilisé, [leur] nom, [leur] adresse IP ainsi que [leur] localisation géographique » pour envoyer ces données à l'armée ukrainienne afin de trouver de potentielles recrues,. 